# Sông phố nhà ghe
Sông phố nhà ghe là một bộ phim truyền hình được thực hiện bởi Global Star Cinema JSC cùng IMC do Trần Ngọc Phong làm đạo diễn. Phim phát sóng vào lúc 19h00 từ thứ 2 đến thứ 6 hàng tuần bắt đầu từ ngày 29 tháng 9 năm 2016 và kết thúc vào ngày 8 tháng 11 năm 2016 trên kênh TodayTV.

## Nội dung
Sông phố nhà ghe xoay quanh cuộc sống mưu sinh của những con người tại chợ nổi Cái Răng. Tuy cuộc sống còn khó khăn, vất vả, nhưng tình người vẫn luôn đầy ắp. Khi gia đình Út Trinh (Lê Phương) khó khăn, người dân ở xóm nổi gom tiền dành dụm, thậm chí mượn tiền để giúp đỡ cô. Lúc Út Trinh trở về không nơi nương tựa, họ cưu mang, giúp cô mưu sinh. Những người trẻ như Hai Tấn (Quý Bình), Xuân (Bella Mai), Hai Đợi (Oanh Kiều) cũng lập nghiệp trên quê hương của mình: Hai Đợi dệt từng tấm chiếu để giữ làng nghề, Xuân giới thiệu đến du khách những nét đẹp ở quê hương, còn Hai Tấn chọn cách mưu sinh trên những làng bè. Dù vậy, khó khăn vẫn luôn hiện diện, nhưng với lòng tin và sự lạc quan, họ vẫn tiến về phía trước.

## Diễn viên
- Quý Bình trong vai Hai Tấn[3]
- Oanh Kiều trong vai Hai Đợi[4]
- Lê Phương trong vai Út Trinh[3]
- Bella Mai trong vai Xuân[5]
- Quách Tĩnh trong vai Ông Hai Huỳnh
- Ngân Quỳnh trong vai Bà Hai Huỳnh
- Mỹ Linh trong vai Út Lài
- Công Tài trong vai Ông Tư Giàu
- Hồng Thắm trong vai Bà Chín Nụ
- Hải Hùng trong vai Ba Tài
- Ngọc Thảo trong vai Ba Phát
- Bảo Yến trong vai Tư Oanh
- Chi Lan trong vai Bách Hiền
- Võ Thanh Hòa trong vai Út Tòng

Cùng một số diễn viên khác...

## Ca khúc trong phim
Bài hát trong phim là ca khúc "Còn thương sắc hoa chung tình" do Lê Phương sáng tác và Quý Bình thể hiện.

## Giải thưởng
| Năm  | Giải thưởng                        | Hạng mục                                | (Người) đề cử | Kết quả   | Tham khảo |
| ---- | ---------------------------------- | --------------------------------------- | ------------- | --------- | --------- |
| 2016 | Ngôi Sao Xanh                      | Phim truyền hình xuất sắc nhất          | —             | Đoạt giải | [ 6 ]     |
| 2016 | Ngôi Sao Xanh                      | Nam diễn viên truyền hình xuất sắc nhất | Quý Bình      | Đề cử     | [ 7 ]     |
| 2016 | Ngôi Sao Xanh                      | Nữ diễn viên truyền hình xuất sắc nhất  | Lê Phương     | Đề cử     | [ 7 ]     |
| 2016 | Ngôi Sao Xanh                      | Nữ diễn viên truyền hình xuất sắc nhất  | Oanh Kiều     | Đề cử     | [ 7 ]     |
| 2016 | Hội Điện ảnh Thành phố Hồ Chí Minh | Phim truyền hình                        | —             | Đoạt giải | [ 8 ]     |